# Francisco Rodríguez (cyclisme)
Pour les articles homonymes, voir Francisco Rodríguez et Rodríguez.
Rodríguez  Maldonado est un nom espagnol. Le premier nom de famille, en général paternel, est Rodríguez ; le second, en général maternel, souvent omis, est Maldonado.
José Francisco Rodríguez Maldonado, dit Pacho Rodríguez, né le 5 juin 1960 à Duitama (département de Boyacá), est un ancien coureur cycliste colombien, professionnel de 1984 à 1991.

## Repères biographiques
Né le 5 juin 1960 dans le département de Boyacá à Duitama, Pacho Rodríguez passe son enfance dans la capitale colombienne où il s'éveille au cyclisme.
Lorsqu'il arrive en Europe en 1984, il est considéré en Colombie, comme au moins l'égal de Luis Herrera. Ce qu'il démontre dès sa première participation au Critérium du Dauphiné, en remportant deux étapes, en se classant second d'une troisième et en détenant le maillot de leader, avant son abandon,. Après la démonstration de force de « Pacho » Rodríguez lors de ce Dauphiné libéré, celui-ci est approché par l'équipe cycliste Splendor pour passer professionnel chez eux. Rodríguez accepte à la condition d'emmener un compatriote avec lui (qui sera Pablo Wilches). Ce qui lui permet de participer au Tour de France (cf. ci-dessous).
L'année suivante, sous les couleurs de l'équipe espagnole Zor - Gemeaz, il remporte le Clásico RCN et termine troisième de la Vuelta, en y gagnant deux étapes. Ces débuts fracassants n'auront pas de suite... hormis une victoire d'étape lors de la Vuelta 1987.
À la fin de sa carrière sportive, il multiple les "boulots", devenant chauffeur de bus, de taxi, de semi-remorque... et entraîneur de tennis son autre passion. En 2017, il travaille avec l'IDRD (es), établissement public de Bogota promouvant les loisirs et le sport dans les groupes les plus défavorisés de la population urbaine. En 2020, Rodríguez travaille avec les équipes de cyclisme handisport de la ligue de cyclisme de Bogota.

### Polémique sur le Tour d'Espagne 1985
Elle secoua la presse sportive non-espagnole,,,, à la fin de la Vuelta 1985 (Polémique relatée dans la presse de l'époque, notamment L'Équipe et La Gazzetta dello Sport). Avant l'avant dernière étape, le maillot amarillo Robert Millar a 10 s d'avance sur Pacho Rodríguez et 6 min 13 s sur Perico Delgado. José Recio et Pedro Delgado réalisent un numéro exceptionnel et distancent le maillot jaune de 6 min 49 s, Millar étant totalement à la dérive, craquant moralement. Là où la polémique se niche... Pacho Rodríguez n'était peut-être pas en mesure de suivre les deux échappés mais il a sagement suivi Millar dans son naufrage, son directeur sportif lui interdisant de tenter quoi que ce soit. La presse étrangère jugea qu'il y eut une entente illicite des différents groupes sportifs espagnols pour favoriser la victoire d'un des leurs au détriment d'un coureur de leur propre équipe.
Il est pertinent de constater que ceci coïncida avec la fin des bons résultats de Rodríguez, comme touché moralement par cette iniquité. Rafael Antonio Niño, l'ancien directeur sportif de l'équipe Café de Colombia, à l'époque des Herrera et autres Parra, abonde dans ce sens dans une interview donnée au journal El Tiempo de Bogota.

## Équipes
- Amateurs :
  - 1980 :  Droguería Yaneth (au Tour de Colombie[14])
  - 1981 :  Vinícola Los Frayles - Leche Sana (au Tour de Colombie[15])
  - 1982 :  Champaña Madame Collette - Hotel Barlovento (au Tour de Colombie[16])
  - 1983 :  Ahorros Banco de Colombia (au Clásico RCN[17] et au Tour de Colombie[18])
  - 1984 :  Leche La Gran Vía (au Clásico RCN[19] et au Tour de Colombie[20]) et  Colombie - Piles Varta (au Critérium du Dauphiné libéré)
- Professionnelles[21]:
  - 1984 :  Splendor - Mondial Moquettes - Marc (au Tour de France)
  - 1985 :  Zor - Gemeaz Cusin
  - 1986 :  Zor - BH Sport
  - 1987 :  BH Sport
  - 1988 :  Postobón Manzana - Pinarello
  - 1989 :  Pony Malta Bavaria - Avianca
  - 1990 :  Pony Malta - Avianca
  - 1991 :  Pony Malta - Avianca

## Palmarès
- 1981
  - 7e et 8e étapes du Tour de Colombie
- 1983
  - 13e étape du Tour de Colombie
  - Secteur a 4e étape du Clásico RCN
- 1984
  - 3e et 5e étapes du Critérium du Dauphiné libéré
  - 4e (CLM par équipes) et 12e étapes du Tour de Colombie
  - 2e du Tour de Colombie
  - 3e et 6e étapes du Clásico RCN
  - 2e du Clásico RCN
- 1985
  - Clásico RCN :
    - Classement général
    - 5e étape

  - 11e et 12e étapes du Tour d'Espagne
  - 3e du Tour d'Espagne
- 1987
  - 21e étape du Tour d'Espagne
- 1989
  - Clásica de Cundinamarca[22]
- 1990
  - Clásica de Cundinamarca
    - Classement général[23]
    - 3e étape[24]

  - Clásica de Boyacá
    - Classement général[25]
    - 1 étape[26]

  - 8e et 13e étapes du Tour de Colombie
  - 3e du Tour de Colombie

## Résultats sur lesgrands tours

### Tour de France
4 participations.
- 1984 : 45e du classement général.
- 1985 : abandon dans la 6e étape (chute lors de la 5e étape[28]).
- 1986 : Hors délais dans la 3e étape.
- 1987 : Abandon dans la 19e étape.

### Tour d'Espagne
5 participations.
- 1985 : 3e du classement général et vainqueur des 11e et 12e étapes.
- 1986 : non partant au matin de la 18e étape.
- 1987 : 48e du classement général[29] et vainqueur de la 21e étape.
- 1988 : abandon dans la 13e étape.
- 1990 : 15e du classement général[30].

### Tour d'Italie
Aucune participation.

## Résultats sur les championnats

### Championnats du monde professionnels
3 participations.
- Barcelone 1984 : abandon[31].
- Giavera del Montello 1985 : 17e au classement final[32].
- Chambéry 1989 : Abandon.